# Sapiehów
Sapiehów – wieś w Polsce, położona w województwie lubelskim, w powiecie bialskim, w gminie Sosnówka.
| SIMC    | Nazwa       | Rodzaj    |
| ------- | ----------- | --------- |
| 0019790 | Aleksandrów | część wsi |

W latach 1975–1998 miejscowość administracyjnie należała do województwa bialskopodlaskiego. 
Wieś jest sołectwem w gminie Sosnówka. Według Narodowego Spisu Powszechnego z roku 2011 wieś liczyła 159 mieszkańców i była ósmą co do wielkości miejscowością gminy.
Wierni Kościoła rzymskokatolickiego należą do parafii Podwyższenia Krzyża Świętego w Żeszczynce.